# Press On

Press On est le second album studio de June Carter Cash, sorti en 1999. L'album fut récompensé par un Grammy Award.

## Titres
1. Diamonds in the Rough
2. Ring of Fire
3. The Far Side Banks of Jordan avec Johnny Cash
4. Losin' You
5. Gatsby's Restaurant
6. Wings of Angels
7. The L&N Don't Stop Here Anymore
8. Once Before I Die
9. I Used to Be Somebody
10. Tall Lover Man
11. Tiffany Anastasia Lowe
12. Meeting in the Air
13. Will The Circle Be Unbroken

## Personnel
- June Carter Cash : chant, autoharpe
- Norman Blake : guitare, dobro
- Marty Stuart : guitare, mandoline, chœurs
- Rodney Crowell : guitare
- Jason Carter : violon
- Hazel Johnson : mandoline
- Dave Roe : basse
- Benmont Tench : piano
- Rick Lonow : batterie
- Rosie Carter : chœurs